# Beta Gamma Sigma
Beta Gamma Sigma o ΒΓΣ es una sociedad académica de honor. Fundada en 1913 en la Universidad de Wisconsin, cuenta con más de 800,000 miembros, seleccionados entre más de 540 capítulos universitarios en escuelas de negocios acreditadas por AACSB International. Fundada en los Estados Unidos, en los últimos años ha agregado capítulos universitarios en Australia, Brasil, Canadá, Egipto, Francia, Alemania, Hong Kong, Israel, Líbano, Liechtenstein, Malasia, México, Nueva Zelanda, Perú, Filipinas, Singapur, Eslovenia , Corea del Sur, España, Suiza, Taiwán, Tailandia, Países Bajos, Turquía, Emiratos Árabes Unidos, Reino Unido, Perú y Chile.

## Descripción y finalidad
El propósito de Beta Gamma Sigma es alentar y honrar el logro académico en el estudio de los negocios y fomentar la excelencia personal y profesional entre sus miembros. Un énfasis principal de la sociedad es fomentar el liderazgo comercial ético. Los miembros de Beta Gamma Sigma residen en más de 160 países con 27 capítulos de exalumnos ubicados en las principales áreas metropolitanas de EE. UU., Alemania, Hong Kong, España, Suiza y Liechtenstein, Nueva Zelanda, Perú, Londres y Toronto. Estos capítulos brindan oportunidades educativas y de trabajo en red para los miembros.
Beta Gamma Sigma es el grupo de antiguos alumnos más grande del mundo para graduados de programas de negocios. [1]
Los requisitos de elegibilidad para la membresía incluyen que un estudiante debe estar en el 10% superior de un programa de negocios de licenciatura (20% superior para programas de maestría) y debe ingresar al final de su programa de grado, pero no antes de completar el 50% del cursos o el último semestre del tercer año (junior) para aquellos en títulos de licenciatura de 4 años. Los estudiantes de doctorado son elegibles para la membresía después de completar todos los requisitos para el doctorado.
La organización es miembro de la Asociación de Sociedades Universitarias de Honor.
- Datos: Q830867